# زاخو
زاخو (بالكردية: زاخۆ، Zaxo، بالأرمنية: Զախո، بالسريانية ܙܵܟ̣ܘ̇) مدينة عراقية ومركز قضاء زاخو في محافظة دهوك، كردستان العراق، تقع قرب الحدود الشمالية مع تركيا، ويمر عبر المدينة نهر الخابور. سكانها خليط من الكُرد المسلمين، ويشكلون غالبية سكان مدينة زاخو مع وجود بعض من المسيحيين الذين ينقسمون إلى كلدان كاثوليك وسريان أرثوذكس وأرمن، وهناك بعض القرى من الكرد اليزيديين بالقرب من المدينة وبعض العوائل العربية المتناثرة والمتداخلة مع العشائر الكردية، وعلى العموم زاخو مدينة إسلامية محافظة، وفيها جامع زاخو الكبير الذي بُني بعد الفتح الإسلامي للعراق عام 20 هـ /641 م، وفيها الكثير من المعالم الأثرية ويعد جسر دلال (العباسي) من أبرز معالم المدينة التاريخية التي لا زالت شاهدة على العمارة في العصر العباسي، كما يوجد في المدينة تمثال للمناضل الكردي صالح اليوسفي. ويطل على مدينة زاخو جبل بيخير الذي تكثر حوله الروايات عن طوفان النبي نوح ومن النواحي التابعة لقضاء زاخو ناحية هيزاوا، ودركار وباتيفا.

## التسمية
اختلف المؤرخون في تحديد تاريخ معين للمدينة أو معرفة المعنى الحقيقي لاسمها ويذكر جمال بابان  عند ذكر جبل زاخا طاغ بأنه منسوب إلى مدينة زاخو المدونة قديما باسم آزوخيس القديمة ويستدل من هذا من أن المدينة قد كانت موجودة بدليل كيف يطلق اسم مدينة على جبل ويستطرد في القول إن كلمة زاخ تعني القوة والعزم في اللغة الكردية ويضيف إن هناك رأي يفيد أن زاخاريوس أحد قادة زينفون قد حط عصا الترحال أثناء التراجع في موقع بلدة زاخو وسميت المدينة باسمه ثم تطور بمرور الزمن إلى تسمة زاخو المستعملة حاليا. أما المستكشف كونراد بريوسر وأثناء قدومه إلى زاخو قال : وجدنا أنفسنا أمام جزيرة زاخو الواقعة على أرض صخرية متشابهة لما رأيناه في السهل وهي آزوخيس القديمة والحقيقة فأن كلمة آزوخيز وتعني (ئاف وخيز) والتي تتكون من مقطعين (ئاف) ويعني (الماء) و(خيز) ويعني (الرمل) الموجود على الشواطئ ولا يزال يستعمل نفس المصطلح من قبل الأهالي ولا يزال يطلق اسم خيزي دوئافي على إحدى المناطق الشمالية من الجزرة الوسطية فاحتمال أن يكون ئازوخيز مجزوما من آفو-خيز واردا جدا وهو الاسم المثبت في الأدبيات الأوربية.
والاسم المحلي الأكثر إقناعا وجود منطقة في جنوب المدينة يسمى بعدة أسماء منها خوك. ويجري فيها جدول ينساب من الوادي يسمى زيى وكانت منطقة مهمة من حيث مرور الطريق التجاري القديم طريق شرق دجلة منها، فمن المحتمل جدا أن يكون الاسم (زيى - خوك) تحول بسهولة إلى زاخو ومن الممكن أن يكون الأكثر احتمالا وواقعية خاصة وأنه من المفترض أن ضريبة كانت تؤخذ من القواقل المارة من هناك تسمى خوك أو خيك. وربما يكون اسم زاخو يعني (زي خوين) أي نهر الدم نسبة إلى حادث دموي وقع في هذا المكان وأريقت فيه الدماء. هناك من يرجع أصل التسمية إلى الكلمة الآرامية السريانية ܙܟܘܬܐ زاخوثا وتعني «الانتصار» وتعزى هذه التسمية تقليديا إلى انتصار الأسكندر المقدوني على البارثيين في واقعة بالقرب من زاخو.

## موجز لتاريخ زاخو
يعود أول حدث تأريخي مهم حصل في المدينة إلى سنة 401 ق.م عندما تراجع عشرة آلاف من المرتزقة اليونانين أثناء تراجعهم ومرورهم عبر بوابة زاخو (دربند زاخو) والتي سميت برجعة العشرة آلاف أو حملة زينفون. وفي صدر الإسلام توسعت المدينة جنوبا إلى محلة الحسينية الحالية وسميت ب(هسنية الخابور)  وقد ذكرها الشاعر العربي أبو العلاء المعري  والرحالة الفينيسي الشهير ماركو بولو  وقد دمّرت حسنية الخابور من قبل قبائل الغز التركية عام 1041 م وأعيد بناؤها لاحقا في الجزرة الوسطية والتي أصبحت نواة للمدينة الحالية. أصبحت بعدها إمارة مستقلة باسم إمارة سنديا ولما ضعفت الإمارة تمكن أمراء بادينان من ضمها إلى إمارتهم عام 1470 م بعدها خضعت المدينة لسيطرة العثمانيين وأصبحت زاخو قضاء عام 1864. وفي سنة 1918 دخلت القوات البريطانية المدينة وأنهت بشكل عملي السيطرة العثمانية عليها وبعدها تم إلحاق المدينة بالمملكة العراقية. وقد تعاقب الحكام الذين تولوا الحكم في العراق في العهدين الملكي والجمهوري من زيارة المدينة لكونها مركزا إستراتيجيا مهما للعراق. اشتهرت المدينة بكونها مركزا لليهود الناطقين بالآرامية في كردستان. حيث شكّلوا الأغلبية الساحقة من سكانها حتى بدايات القرن العشرين عندما بدأت هجرتهم إلى إسرائيل. كما سكنها كل من الكلدان الآشوريين والأرمن فأصبحت مركزا دينيا هاما للكنيسة الكلدانية عند تأسيس مطرانية بها في القرن التاسع عشر .

## موقع زاخو
تقع مدينة زاخو والتي تشكل مركز قضاء زاخو جنوب غرب سهل السندي الذي يشتهر بخصوبته ومنتوجاته الزراعية المختلفة على طوال فصول السنة. تتبع مدينة زاخو إداريا لمحافظة دهوك ولا تبعد زاخو عن نقطة إبراهيم الخليل الحدودية مع تركيا حوالي 10 كلم وعلى بعد 25 كلم عن الحدود العراقية السورية وهي تقع شمال مدينة دهوك (مركز محافظة دهوك) بمسافة ثلاث وخمسون كيلومترا وتبعد عن مدينة الموصل بمسافة 114 كيلومترا ويمر عبر مدينة زاخو نهر الخابور الذي يأتي من تركيا.

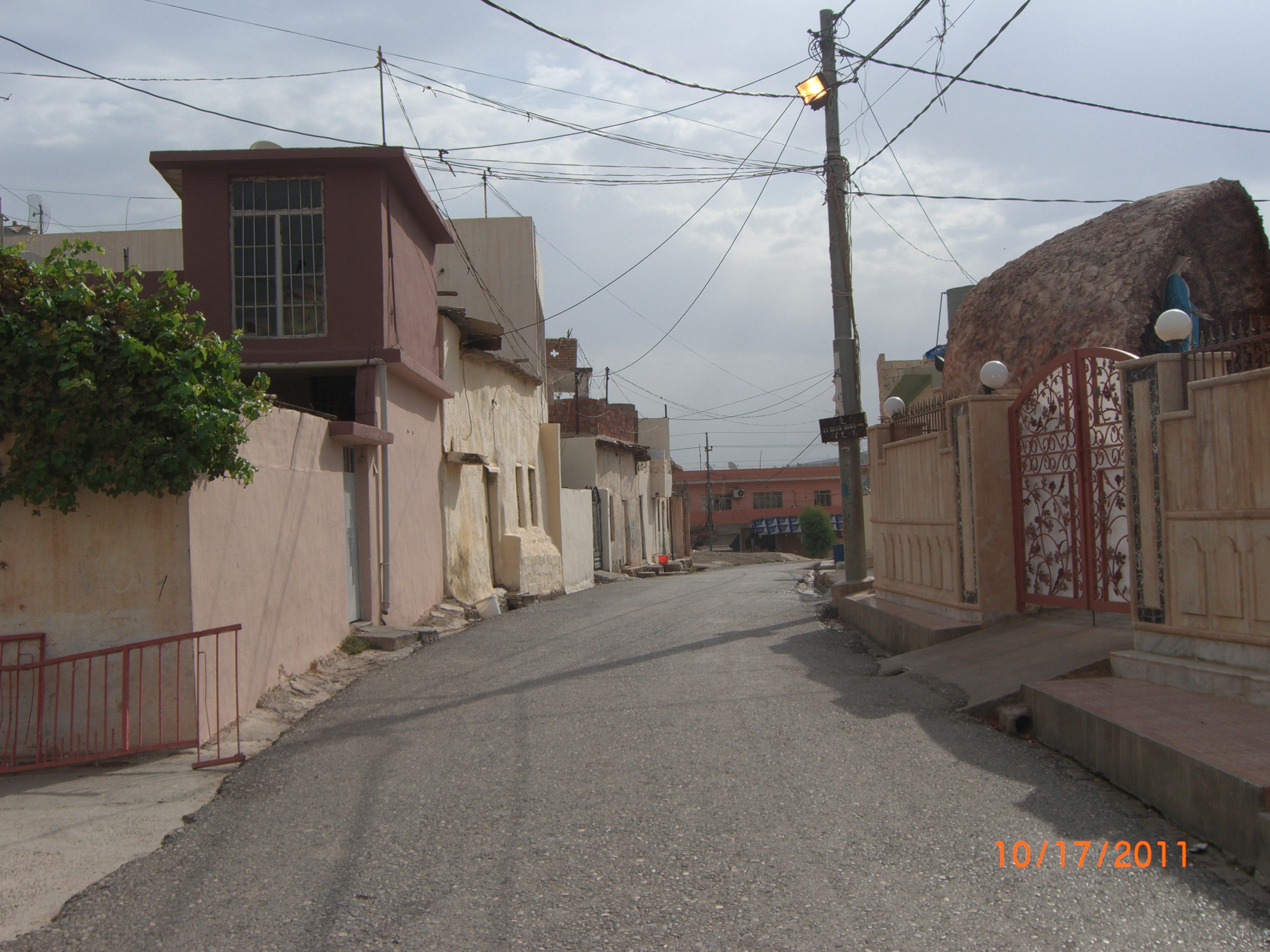
محلة النصارى

## أحياء زاخو
تُقسم مدينة زاخو إلى 71 حيّا معترفا به:

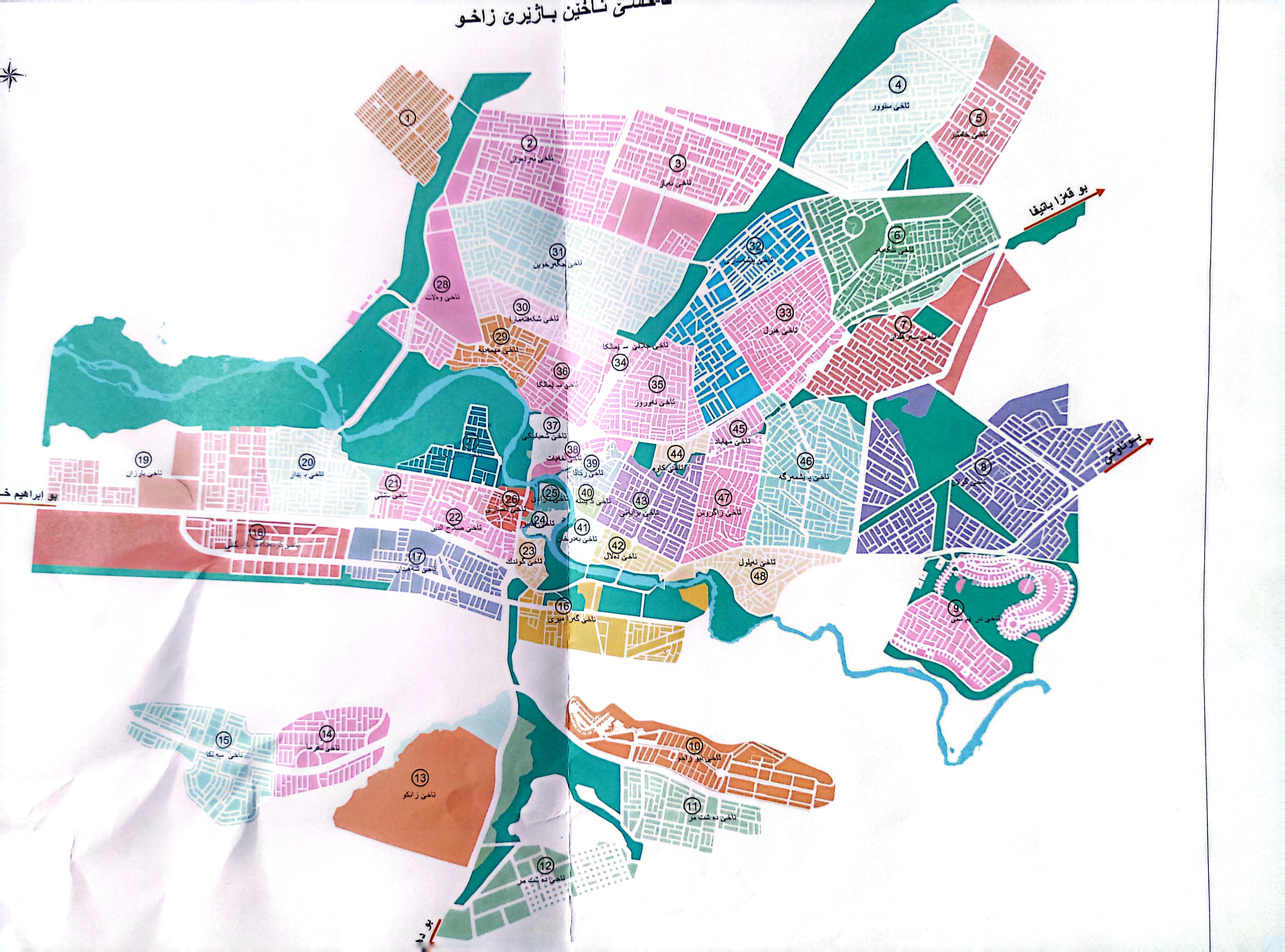
خريطة احياء زاخو

| - بيدار (1) - بيدار (2) - بيدار (3) - بيمان - زاكروس - بيدار القديمة - الشهداء (1) - الشهداء (2) - صلاح الدين - صلاح الدين (1) - آشتي - نصارى - كوندك (1) - كوندك (2) - آزادي وخابور | - آراس - آشي جمي - سفين - آشتي (2) - أفرما - بارزان - هلكورد - سيبان - روزين - هيريش - تل كبر - خاكرك - هيزل - متين - كييره | - بهار - آزاد - زوزان - نوروز - حمرين - كوماته - زاويته - سيمالكا - مللت - بوتان - اشكفت مارا - ستير - فرات - مهنديك - كنين | - هندرين - سبيريز - ديرسم - برايتي - دم دم - كاريز - مهاباد - ركافا - كيسته - كاوه - شورش - جارجرا - زيان - بدرخان - دلال | - خبات - شعبانية - كوران - جرا - جوان - آمد - خامتير - سرهلدان - بر خودان - دوازده ملان - ميران |

## معالم زاخو

### جسر دلال

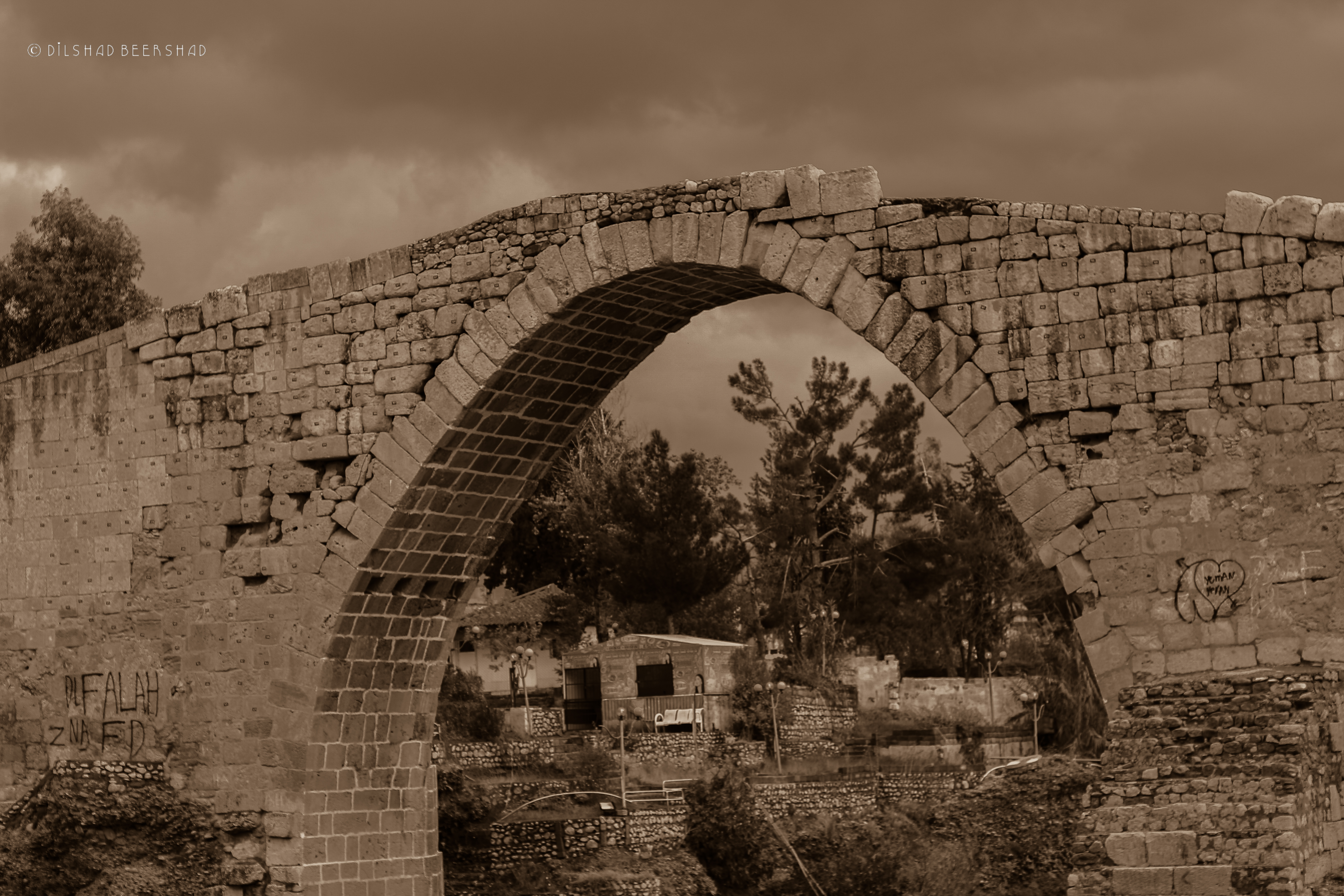
صورة قديمة لجسر دلال

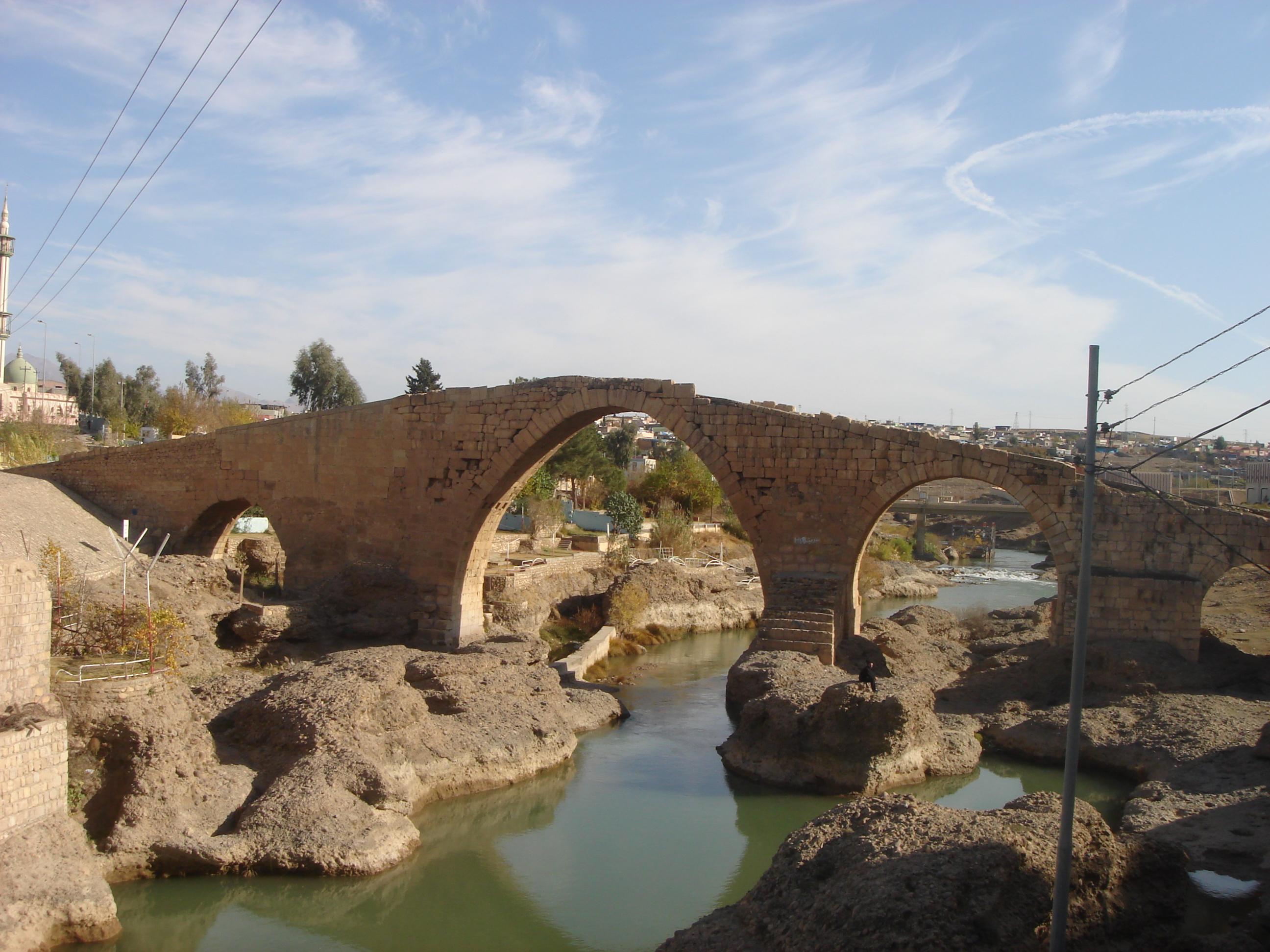
جسر دلال

جسر دلال (بالكردي: برا ده لال) وهو يعد من أبرز المعالم التاريخية للمدينة ويبلغ طوله الإجمالي 114 متر وعرضه 4,70 متر ويرتفع عن سطح النهر 15,50 وهو مشيد بالحجارة المنحوتة وأن تسمية جسر دلال (برا ده لال) تسمية قديمة عند أهل زاخو وفي بعض الأحيان كانوا يطلقون عليه الجسر الكبير(برا مه زن)أي الجسر الكبير بلهجة سكان المدينة. ويطلق عليه البعض تسمية الجسر العباسي.
.

### القشلة
تقع القلعة على الضفة الغربية لفرع نهر الخابور الشرقي ولا يعرف التاريخ الحقيقي لهذه القلعة، ولكن بعض علماء الآثار يعتقدون على إن تاريخ القلعة يعود إلى القرن الثالث أو الرابع عشر الميلادي أما البرج القائم فهو أقدم من بناء القلعة. والقلعة كانت دار للإمارة في عهد إمارة بادينان إلا أن الأمير علي خان أعاد بنائها بين عامي 1205 - 1212 هجري ووسعها وتم بناؤها على أنقاض القلعة القديمة  وبعد تشكيل المملكة العراقية في سنة 1921 تم إعادة بنائها بالشكل الحالي طامسين معظم ملامحها التاريخية .

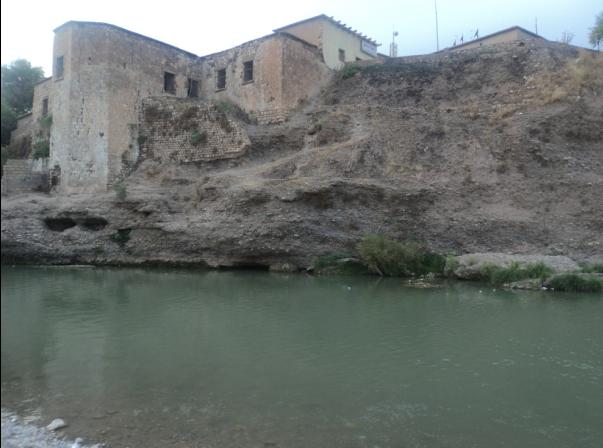
صورة لقلعة زاخو.

## الجسور في زاخو
1. الجسر المعلق (جسر محمد آغا، جسر الفاروق): أقيم هذا الجسر من قبل هيئة الأشغال البريطانية في سنة 1922.[23]
2. الجسر الحجري أو جسر محلة الغجر(بالكردي پرا محلا قرچا): تفيد المصادر التاريخية أن حسن بك.[24] وهو أحد أمراء بادينان هو الذي قد قام بإنشاء الجسر وبناء على ذلك فإن فترة بناء الجسر كانت ما بين عامي 1541 - 1581 [23] لأن فترة حسن بك استمرت مدة أربعين سنة. وإلى يومنا هذا فالجسر لا يحمل أي اسم رسمي
3. جسر السعدون : أُقيم هذا الجسر في سنة 1934 [25] وقد سُمي الجسر بهذا الاسم تيمّنا لذكرى السياسي العراقي الراحل عبد المحسن السعدون. وفي منتصف السبعينات من القرن العشرين لم يستوعب هذا الجسر الآليات العسكرية الضخمة للجيش العراقي وخاصة الدبابات. لذلك عملت الحكومة العراقية آنذاك على إزالته وبناء جسر كونكريتي مكانه 1922[26] غير إنه لم يستوعب التوسع الحاصل للمدينة مما أدى إلى اختناقات مرورية كثيرة مما حدى بحكومة إقليم كردستان العراق إلى توسيعه بإضافة قسم جديد إليه وليأخذ شكله الحالي.

## أوائل في زاخو[27]
- أول فندق تم افتتاحه في زاخو كان في سنة 1946م وكان اسمه فندق الخابور.
- أول مخزن تجاري كان قد اُفتتح في سنة 1936 م.
- أول جهاز مسجل أدخل إلى زاخو كان في سنة 1957 م.
- أول دراجة هوائية دخلت المدينة كان في عام 1935 م.
- أول استوديو للتصوير اُفتتح في المدينة كان في سنة 1962 م.
- أول جهاز تلفزيون أدخل للمدينة كان في سنة 1970 م.
- أول جهاز استنساخ جلب إلى المدينة كان في عام 1976 م.
- أول تلفون نقال أدخل للمدينة كان في سنة 1993 م.
- أول وزير تعيّن من المدينة كان حازم بك وذلك في عام 1950 م.

## نصب وتماثيل في زاخو
- 1- نصب للشاعر أحمدي خاني الموجود أمام بناية بلدية زاخو.
- 2- نصب للشهيد صالح اليوسفي الموجود في وسط زاخو القريب من بناية قائمقامية من عمل الفنان رشيد علي.
- 3- نصب لفتاتين كورديتين في دورة بارزان من عمل الفنان الراحل أنور الجزراوي.
- 4- نصبين للفنانين الراحلين إياز يوسف و أردوان زاخولي الواقع قرب جسر دلال من عمل الفنان دلير كاميران عبد الحكيم.

### نصب صالح اليوسفي
أُقيم هذا التمثال بأمر من رئيس إقليم كردستان مسعود برزاني وبإشراف من قبل محافظ دهوك السيد عبد العزيز طيب وكان ذلك في عام 1997 وقد استمر العمل في بناء هذا التمثال حوالي ثلاثة أشهر ونظرا لعدم وجود مواقع لعمليات الصب البرونزي للتماثيل حينها فقد تم عمل التمثال من مادة الاسمنت المسلح قامت السلطات المعنية في دهوك حينها بالاتصال بكريمة اليوسفي السيدة زوزان اليوسفي للتنسيق مع أحد الشباب النحاتين في معهد الفنون الجميلة وهو الفنان لتشكيلي رشيد علي رشيد في مدينة دهوك لكي تقوم هي بالمراجعة اليومية لملامح هذا التمثال مع النحات المذكور ولكي يكون التمثال أقرب ما يكون إلى صورة السيد صالح اليوسفي وهذا وقد تم وضع التمثال حينها في قلب مدينة زاخو ومقابل إدارة قائممقامية قضاء زاخو وتم تسمية الشارع الرئيسي والتي تقع الساحة فيه باسم الشهيد صالح اليوسفي وتم افتتاح التمثال رسميا في يوم 16 آب/أغسطس من سنة 1997 وذلك بمناسبة تأسيس الحزب الديمقراطي الكردستاني ويبلغ ارتفاع التمثال حوالي ثلاثة أمتار وعشرين سنتمترا (3,20 م) ويبلغ ارتفاع القاعدة التي يستند عليها التمثال حوالي مترين وخمسين سنتمرا.

## معرض الصور

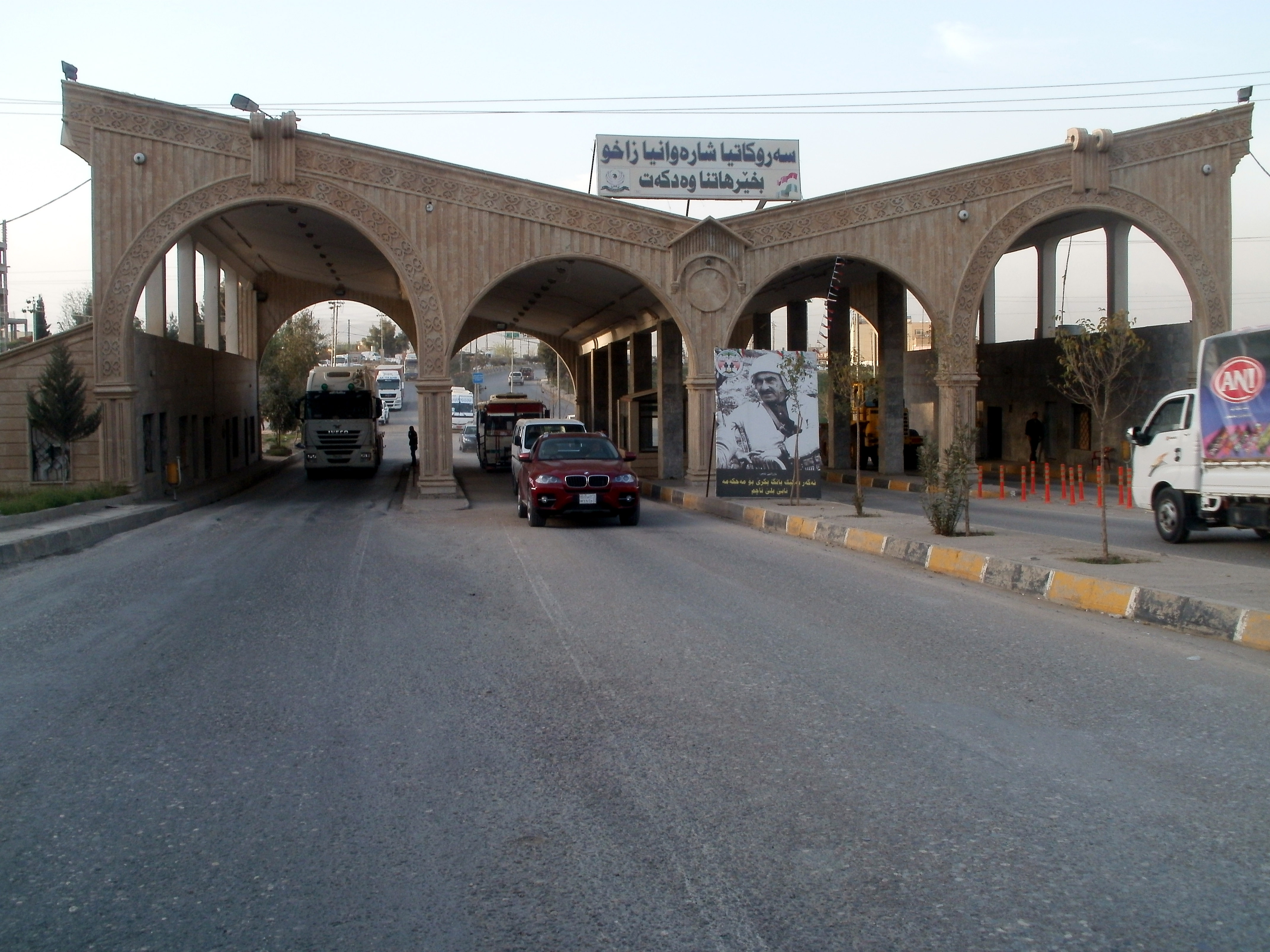
بوابة زاخو عند مدخل المدينة
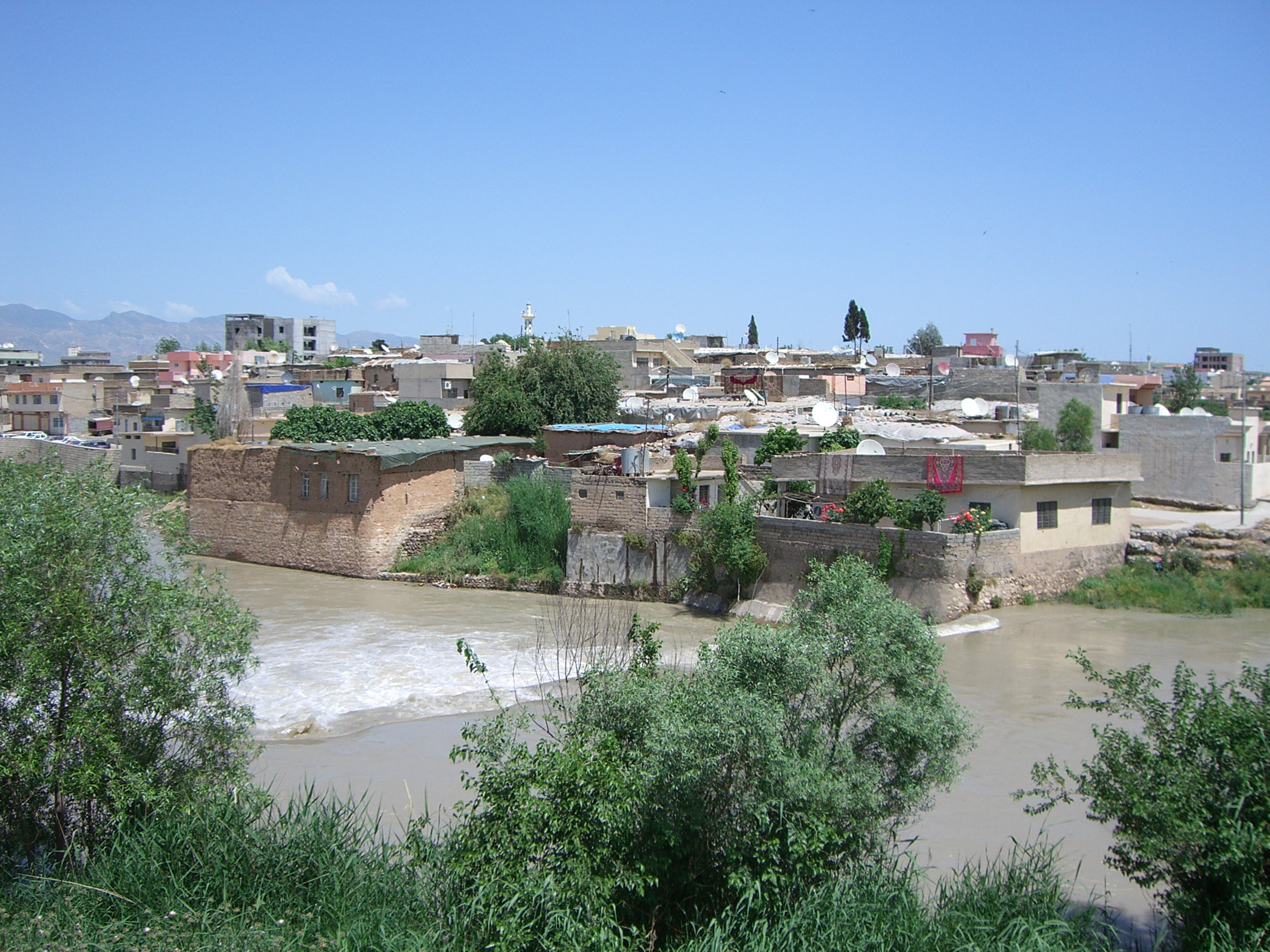
مدينة زاخو
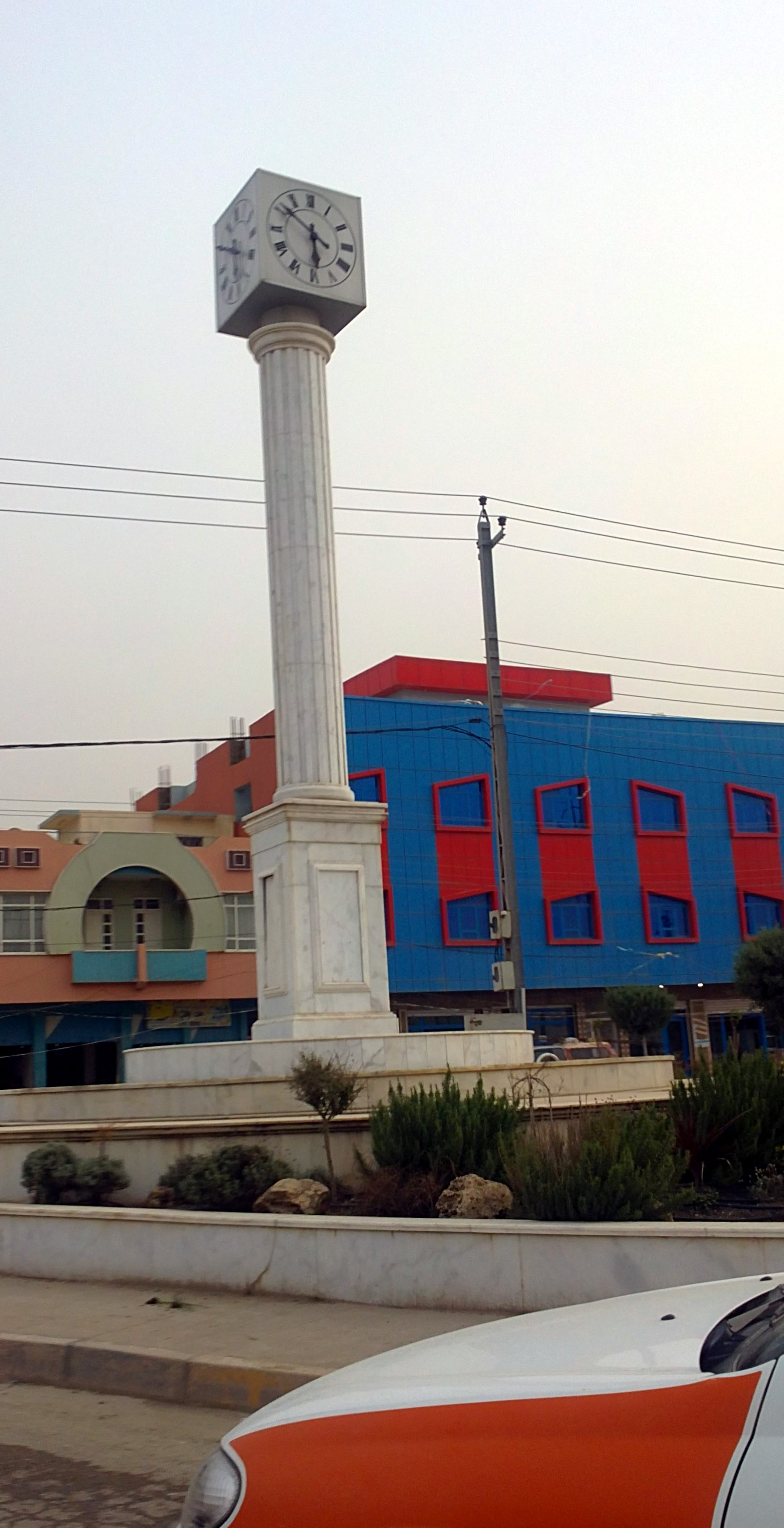
ساعة زاخو
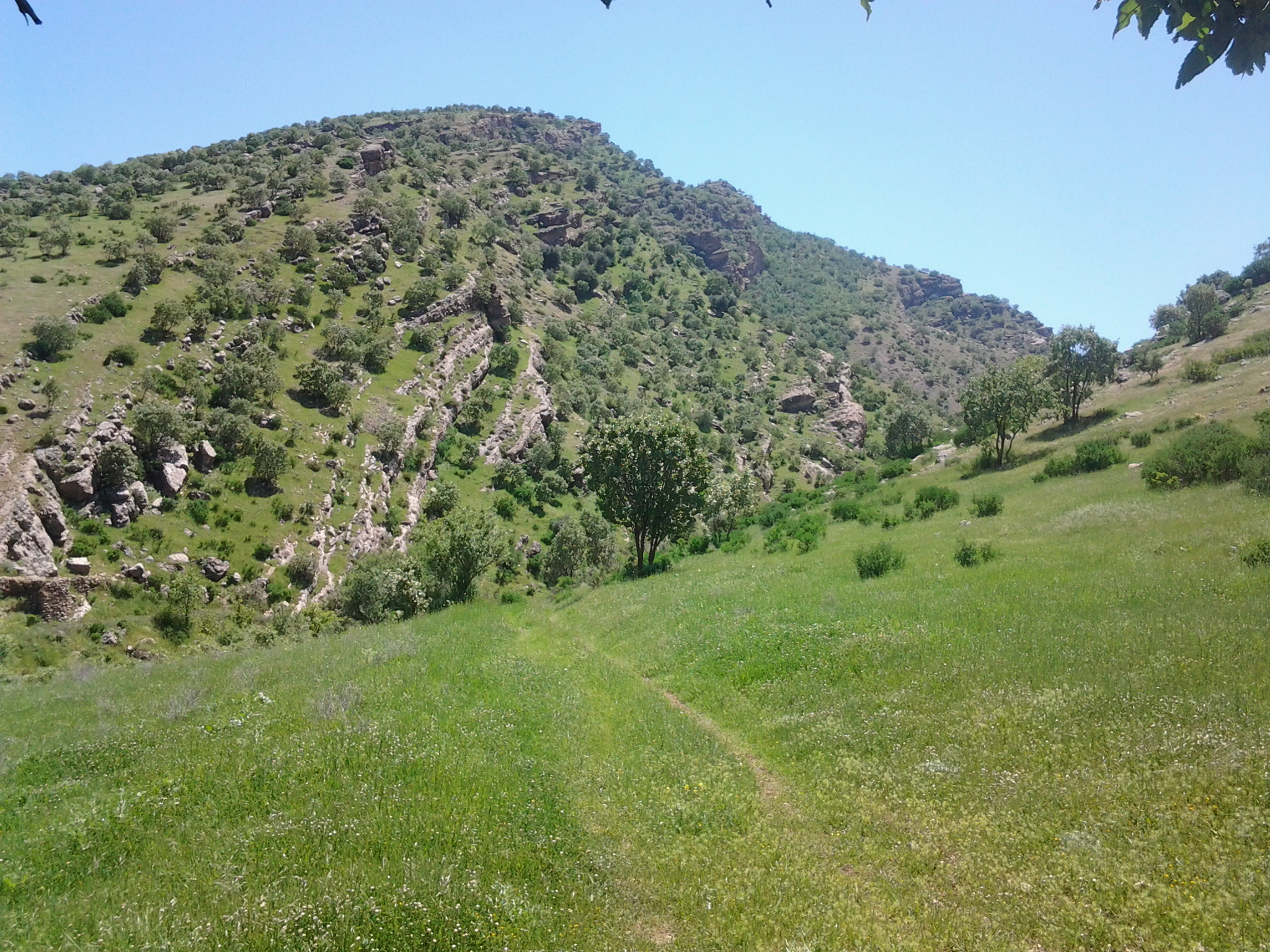
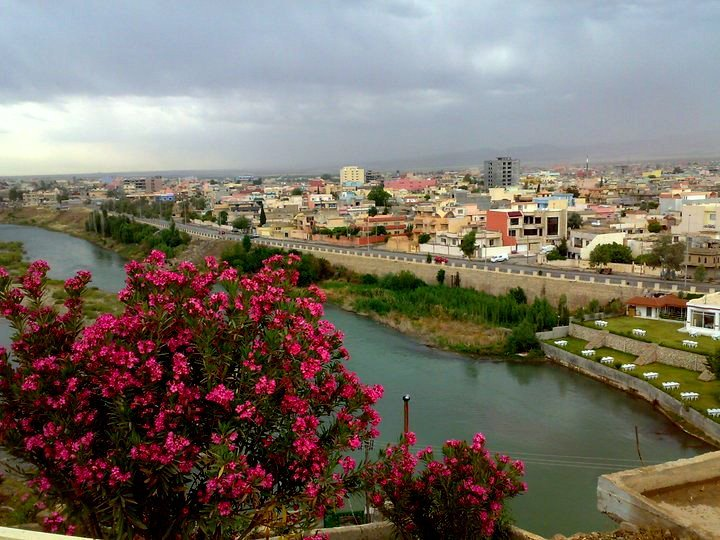
نهر الخابور في زاخو
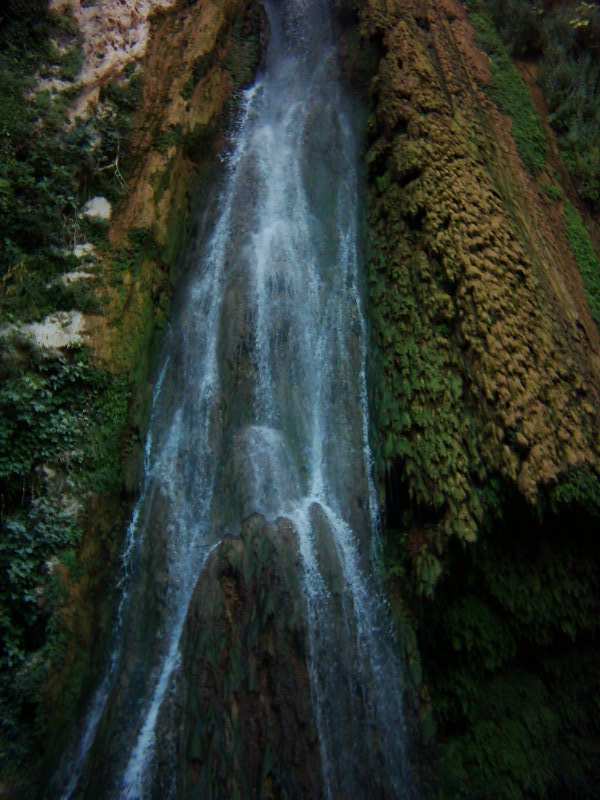
شلال شرانش